# ویلتن (مینه‌سوتا)
ویلتن، مینه‌سوتا (به انگلیسی: Wilton, Minnesota) یک شهر در ایالات متحده آمریکا است که در شهرستان بلترامی، مینه‌سوتا واقع شده‌است.

## خصوصیات
ویلتن ۶٫۱۴ کیلومترمربع مساحت و ۲۰۴ نفر جمعیت دارد و ۴۲۴ متر بالاتر از سطح دریا واقع شده‌است.